# Idiomacromerus bimaculipennis
Idiomacromerus bimaculipennis is een vliesvleugelig insect uit de familie Torymidae. De wetenschappelijke naam is voor het eerst geldig gepubliceerd in 1914 door Crawford.